# Ofrinio
Ofrinio u Ofrineo (en griego, Ὀφρύνειον) era una antigua ciudad de la Tróade.
Según Dionisio de Halicarnaso, que se basó en la obra de Helánico de Lesbos, Ofrinio fue una de las ciudades que envió soldados en apoyo de los troyanos, bajo el mando de Eneas. Cuando Troya fue tomada, los soldados de Ofrinio y de Dárdano lograron refugiarse junto con su caudillo en la acrópolis y desde allí lograron huir a una fortaleza del monte Ida. En su marcha se les unieron los que habían quedado en Dardano, Ofrinio y otras ciudades de Tróade.
Según una tradición, en Ofrinio se encontraba la tumba de Héctor y posteriormente sus restos serían llevados desde allí hasta Tebas por consejo de un oráculo.
Es citada por Heródoto, que dice que el ejército persa bajo el mando de Jerjes en su marcha a la expedición contra Grecia del año 480 a. C., dejó a la izquierda Reteo, Ofrineo y Dárdano, antes de llegar a Abidos.
Fue el lugar donde Jenofonte, en el marco de la retirada de la Expedición de los Diez Mil, ofreció sacrificios a los dioses que le fueron favorables.
En un discurso atribuido a Demóstenes, dentro de un litigio entre Apaturio y Parmenonte, se menciona como la ciudad donde vivió Parmenonte cuando fue desterrado y allí perdió a su mujer e hijos a causa de un terremoto.
Estrabón la sitúa cerca de Dárdano, y añade que cerca de allí había un lugar conocido como el «bosque de Héctor» y el lago de Pteleo, antes de la ciudad de Retio.
Se conservan monedas de bronce acuñadas por Ofrinio que se han fechado hacia los años 350-300 a. C. donde figuran las inscripciones «ΟΦΡΥΝΕΩΝ» u «ΟΦΡΥ».
Se ha sugerido que debió haberse situado en Derin Dere, a 1,5 km de Erenköy.